# Ronde van Slowakije 2002
De Ronde van Slowakije 2002 (Slowaaks: Okolo Slovenska 2002) was de 46e editie van deze meerdaagse etappekoers. De ronde begon op 28 augustus en eindigde op 1 september.

## Etappe-overzicht
| etappe | datum       | start              | finish             | afstand  | winnaar         | klassementsleider |
| ------ | ----------- | ------------------ | ------------------ | -------- | --------------- | ----------------- |
| 1e     | 28 augustus | Kysucké Nové Mesto | Kysucké Nové Mesto | 166 km   | Aurélien Clerc  | Aurélien Clerc    |
| 2e     | 29 augustus | Kysucké Nové Mesto | Žiar nad Hronom    | 149.6 km | Igor Abakoumov  | Igor Abakoumov    |
| 3e     | 30 augustus | Žiar nad Hronom    | Stara Lubovna      | 212.3 km | Simone Cadamuro | Igor Abakoumov    |
| 4e     | 31 augustus | Stara Lubovna      | Humenné            | 144.6 km | Andrus Aug      | Igor Abakoumov    |
| 5e     | 1 september | Humenné            | Humenné            | 25.9 km  | Gustav Larsson  | Gustav Larsson    |

## Eindklassementen

### Algemeen klassement
| Plaats    | Naam             | Ploeg              | Tijd      |
| --------- | ---------------- | ------------------ | --------- |
| Gele trui | Gustav Larsson   | Crescent           | 17u05'06" |
| 2         | Luke Roberts     | Team Comnet Senges | + 50"     |
| 3         | Leo Zanotti      | Mapei-Quick Step   | + 56"     |
| 4         | Frantisek Trkal  | Wüstenrot-ZVVZ     | + 57"     |
| 5         | Dmitri Moeravjov | Mapei-Quick Step   | + 1' 13"  |
| 6         | Marek Blazej     | Legia-Bazyliszek   | + 1' 15"  |
| 7         | Jan Faltýnek     | Joko-Velamos       | + 1' 23"  |
| 8         | Róbert Glajza    | AS Podbrezová      | z.t.      |
| 9         | Tobias Lergard   | Crescent           | + 1' 33"  |
| 10        | Seweryn Kohut    | De Nardi-Pasta M.  | + 1' 48"  |
|           |                  |                    |           |
| 25        | Frederik Willems | Mapei-Quick Step   | + 3' 16"  |
| 40        | Roel Egelmeers   | Van Hemert Groep   | + 20' 40" |

### Puntenklassement
| Plaats      | Naam                | Ploeg          | Punten |
| ----------- | ------------------- | -------------- | ------ |
| Paarse trui | Michal Precechtel   | Wüstenrot-ZVVZ | 15     |
| 2           | Werner Faltheiner   | Mix 1          | 6      |
| 3           | Andreas Molandsveen | Krone          | 4      |

### Bergklassement
| Plaats      | Naam              | Ploeg             | Punten |
| ----------- | ----------------- | ----------------- | ------ |
| Groene trui | Leo Zanotti       | Mapei-Quick Step  | 52     |
| 2           | Seweryn Kohut     | De Nardi-Pasta M. | 25     |
| 3           | Werner Faltheiner | Mix 1             | 26     |

### Jongerenklassement
| Plaats     | Naam             | Ploeg            | Tijd      |
| ---------- | ---------------- | ---------------- | --------- |
| Witte trui | Gustav Larsson   | Crescent         | 17u05'06" |
| 2          | Tobias Lergard   | Crescent         | + 1' 33"  |
| 3          | Dariusz Rudnicki | Legia-Bazyliszek | + 1' 58"  |

### Ploegenklassement
| Plaats | Ploeg            | Tijd      |
| ------ | ---------------- | --------- |
|        | Mapei-Quick Step | 51u19'17" |
| 2      | Legia-Bazyliszek | + 1' 02"  |
| 3      | Wüstenrot-ZVVZ   | + 1' 39"  |

1954 · 1955 · 1956 · 1957 · 1958 · 1959 · 1960 · 1961 · 1962 · 1963 · 1964 · 1965 · 1966 · 1967 · 1968 · 1969 · 1970 · 1971 · 1972 · 1973 · 1974 · 1975 · 1976 · 1977 · 1978 · 1979 · 1980 · 1981 · 1982 · 1983 · 1984 · 1985 · 1986 · 1987 · 1988 · 1989 · 1990 · 1991 · 1992 · 1993 · 1994 · 1995 · 1996 · 1997 · 1998 · 1999 · 2000 · 2001 · 2002 · 2003 · 2004 · 2005 · 2006 · 2007 · 2008 · 2009 · 2010 · 2011 · 2012 · 2013 · 2014 · 2015 · 2016 · 2017 · 2018 · 2019 · 2020 · 2021 · 2022 · 2023 · 2024